# Гавраил Стоянов
Гавраил Киров Стоянов с прозвище Гавроша е български военен летец и е един от първите пилоти на българската авиация.
Роден е на 24 март 1888 г. в Копривщица. Военното си обучение Гавраил Стоянов завършва през 1908 г. във Военното училище като част от 28-и випуск с чин подпоручик. Служи в 16-и пехотен ловчански полк. На 19 февруари 1911 г. е повишен в поручик. От 30 юли до 19 октомври 1912 г. се обучава в авиационното училище в Мурмелон, Франция. От 18 май 1915 г. е произведен във военно звание капитан.
След обстоен преглед Стоянов прави първия пробен полет на преместения в авиобаза „Божурище“ легендарен самолет на Асен Йорданов. През 1915 г. Гавраил Стоянов и капитан Цвятко Старипавлов полчили отпуск да заминат за Русия, където ги сварва Първата световна война, в която не взимат учстие. Скоро след края на военните действия заминава за САЩ, където остава до края на живота си.